# Fenouillèdes

Ligging van Fenouillèdes in het departement Pyrénées-Orientales

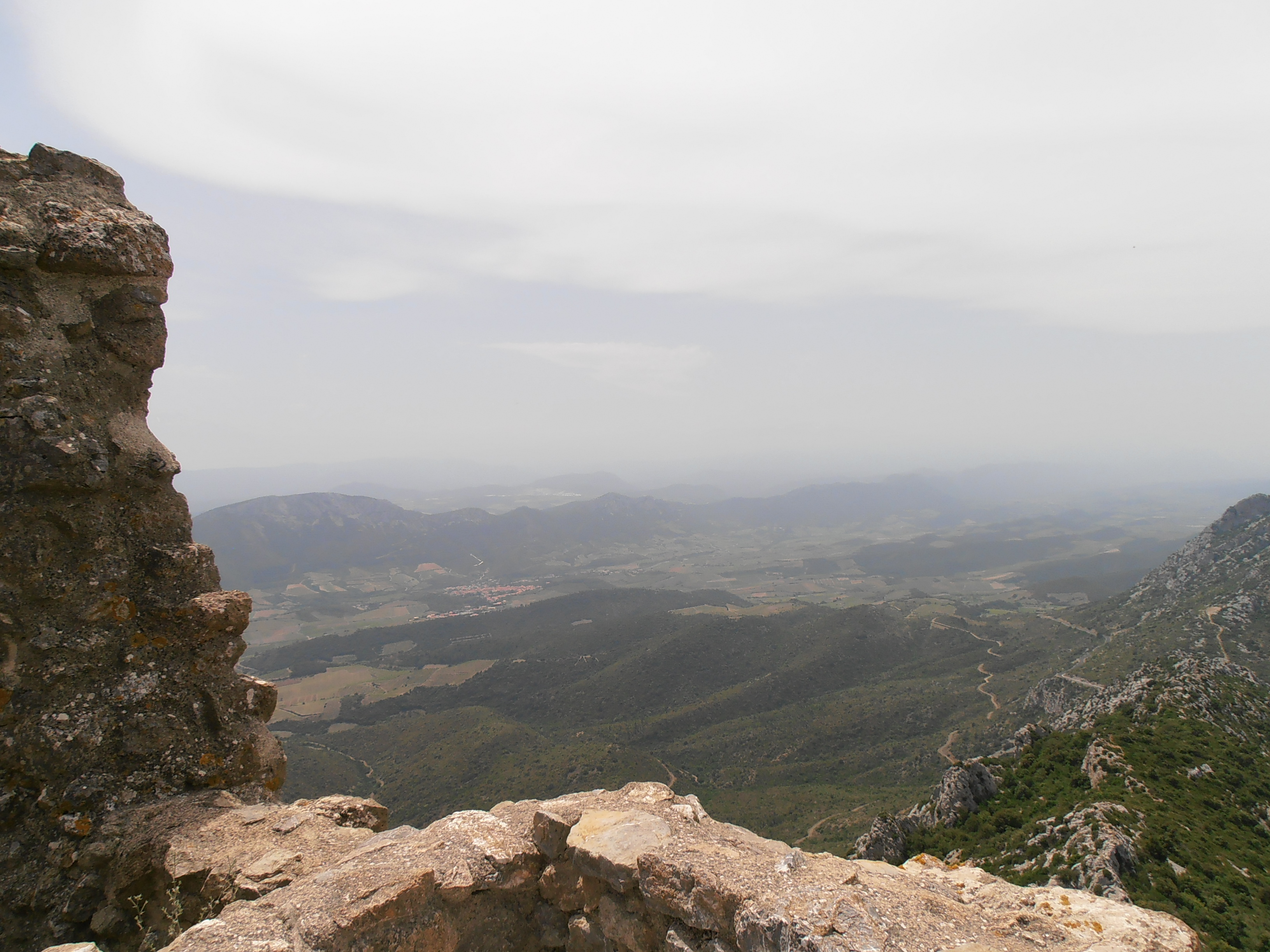
Zicht op een deel van de Fenouillèdes vanaf het kasteel van Quéribus

Fenouillèdes (Occitaans: La Fenolheda of Fenolhedés) is een Franse landstreek die sinds 1790 deel uit maakt van het departement Pyrénées-Orientales. Binnen dit departement, dat voor de rest bestaat uit Noord-Catalonië, is Fenouillèdes het enige Occitaanstalige gebied. De hoofdplaats van de streek is Saint-Paul-de-Fenouillet. 
Fenouillèdes grenst in het noorden en het westen aan de occitaanse streken Pays de Sault en Corbières, en in het zuiden en oosten aan de Catalaanstalige streken Roussillon en Conflent. 